# Achille-Louis Foville
Achille-Louis Foville (6 août 1799 à Pontoise - 22 juin 1878 à Toulouse) est un neurologue et psychiatre français. Il est l'auteur de la première description de la strie terminale.

## Biographie
Né à Pontoise, Foville obtient son doctorat en médecine en 1824, après avoir étudié la médecine avec Léon Rostan et Jean-Étienne Esquirol à l'hôpital de la Pitié-Salpêtrière. Sa thèse de médecine soutient que les maladies mentales peuvent être soignées, en discutant de certains traitements de l'époque et de leur efficacité apparente.
L'année suivante, il est nommé surintendant médical de l'asile Saint-Yon à Rouen. Pendant son séjour, il publie plusieurs articles sur les troubles du système nerveux qui sont bien accueillis. En 1825, il reçoit une médaille de l'Académie royale de médecine. Son fils Achille-Louis-François Foville naît en 1831. En 1831, il est nommé médecin à la Salpêtrière mais refuse ce poste. Le 30 décembre 1831 est créé à Rouen une chaire de physiologie applicable aux maladies du cerveau dont Foville est chargé de l'enseignement. Cette nomination pousse Achille Cléophas Flaubert à démissionner de son poste de professeur d'anatomie. Domicilié au 11 rue de l’Écureuil, il reste à l'asile départemental jusqu'en 1835, date à laquelle des problèmes de santé l'obligent à démissionner,. Il est remplacé par Parchappe.
Foville voyage alors à l'étranger, en Afrique et en Amérique. Il revient en France et s'installe à Paris. Après la mort de son ancien professeur Esquirol en 1840, Foville est nommé professeur à Charenton. Jusqu'à cette nomination, Thomas Hodgkin avait tenté d'ouvrir un établissement pour le traitement des maladies mentales afin de concurrencer le York Retreat. Avec la nomination de Foville à Charenton, celui-ci n'est plus disposé à s'installer en Angleterre et Hodgkin abandonne le projet, estimant qu'aucun autre médecin n'est apte à diriger l'établissement.
La révolution française de 1848 lui fait perdre son poste à Charenton, et Foville prend un cabinet privé à Paris. Il exerce la médecine à Paris, traitant les troubles mentaux, jusqu'en 1868, date à laquelle il prend sa retraite. Après sa retraite, il s'installe à Toulouse, où il prend la direction d'un établissement privé d'aliénés. Il y meurt en 1878.
En 1844, Foville publie le Traité complet de l'anatomie, de la physiologie et de la pathologie du système nerveux cérébro-spinal, considéré comme l'un des meilleurs ouvrages sur le sujet avant l'invention du microscope.

## Distinctions
- Chevalier de la Légion d'honneur (1836)[10].
- Chevalier de l'ordre de la Croix du Sud (Brésil)

## Publications
- avec Jean-Baptiste-Maximien Parchappe de Vinay, De la nature, du siège et du traitement du choléra-morbus, Rouen, Émile Périaux, 1832, 64 p. (lire en ligne)
- Influence des vêtements sur nos organes – Déformation du crâne résultant de la méthode la plus générale de couvrir la tête des enfants, Paris, Mme Prevost-Crocius, 1834, 69 p. (lire en ligne).
- Traité complet de l'anatomie, de la physiologie et de la pathologie du système nerveux cérébro-spinal, Paris, Fortin, Masson et Cie, 1844